# Calamus tomentosus
Calamus tomentosus är en enhjärtbladig växtart som beskrevs av Odoardo Beccari. Calamus tomentosus ingår i släktet Calamus och familjen Arecaceae. Inga underarter finns listade i Catalogue of Life.